# Вудейкер (Каліфорнія)
Вудейкер (англ. Woodacre) — переписна місцевість (CDP) в США, в окрузі Марін штату Каліфорнія. Населення — 1410 осіб (2020).

## Географія
Вудейкер розташований за координатами 38°0′19″ пн. ш. 122°38′18″ зх. д. / 38.00528° пн. ш. 122.63833° зх. д. (38.005174, -122.638310).  За даними Бюро перепису населення США в 2010 році переписна місцевість мала площу 4,65 км², уся площа — суходіл.

## Демографія
Згідно з переписом 2010 року, у переписній місцевості мешкало 1348 осіб у 595 домогосподарствах у складі 358 родин. Густота населення становила 290 осіб/км².  Було 639 помешкань (137/км²).
Расовий склад населення:
| - 91,3 % — білих - 2,0 % — азіатів - 0,3 % — вихідців з тихоокеанських островів - 0,3 % — корінних американців - 0,2 % — чорних або афроамериканців |

До двох чи більше рас належало 5,1 %. Частка іспаномовних становила 5,7 % від усіх жителів.
За віковим діапазоном населення розподілялося таким чином: 17,7 % — особи молодші 18 років, 66,0 % — особи у віці 18—64 років, 16,3 % — особи у віці 65 років та старші. Медіана віку мешканця становила 50,5 року. На 100 осіб жіночої статі у переписній місцевості припадало 92,0 чоловіків;  на 100 жінок у віці від 18 років та старших — 88,5 чоловіків також старших 18 років.
Середній дохід на одне домашнє господарство  становив 126 920 доларів США (медіана — 77 500), а середній дохід на одну сім'ю — 121 000 доларів (медіана — 131 944). За межею бідності перебувало 2,8 % осіб, у тому числі 4,0 % дітей у віці до 18 років та 0,0 % осіб у віці 65 років та старших.
Цивільне працевлаштоване населення становило 968 осіб. Основні галузі зайнятості: освіта, охорона здоров'я та соціальна допомога — 34,7 %, науковці, спеціалісти, менеджери — 19,1 %, мистецтво, розваги та відпочинок — 10,6 %, фінанси, страхування та нерухомість — 8,1 %.